# Europejska Nagroda Muzyczna MTV dla najlepszego afrykańskiego wykonawcy
Europejska Nagroda Muzyczna MTV dla najlepszego afrykańskiego wykonawcy - nagroda przyznawana przez redakcję MTV Base Africa podczas corocznego rozdania MTV Europe Music Awards. Nagrodę dla najlepszego afrykańskiego wykonawcy po raz pierwszy przyznano w 2005 r., po raz ostatni w 2007 r. O zwycięstwie decydowali widzowie za pomocą głosowania internetowego i telefonicznego (smsowego). Od 2008 r. organizowane są MTV Africa Music Awards w związku z czym zaprzestano nagradzać artystów afrykańskich podczas rozdania europejskich nagród.

## Artyści nominowani do nagrody MTV
- 2005 2 face Idibia, Kaysha, Kleptomaniax, O2, Zamajobe
- 2006 Freshlyground, Nameless, Juma Nature, P-Square, Anselmo Ralph
- 2007 D'banj, Chameleone, Hip Hop Pantsula, Jua Cali, Samini